# Rudolf I. Lizinjanski
Rudolf I. Lusinjanski (Raoul de Lusignan) (? – Melle, 1. svibnja 1219.) bio je grof Eua i gospodar Issouduna, Mellea i Mothe-Saint-Héraya. Bio je sin Huga IX. Lusinjanskog i njegove žene Orengarde te unuk Huga VIII.
Oženio je 1194. Alisu, koja je bila grofica Eua i gospa Hastingsa. Rodila mu je nasljednika Rudolfa II., zatim Guerina, Matildu (? – 1241.) i Ivanu.
Bio je djed Marije, grofice Eua.